# БТР-60М
БТР-60М — один из вариантов модернизации советского бронетранспортёра БТР-60ПБ, который был разработан Xарьковским конструкторским бюро по машиностроению им. А. А. Морозова и предложен на экспорт.

## История

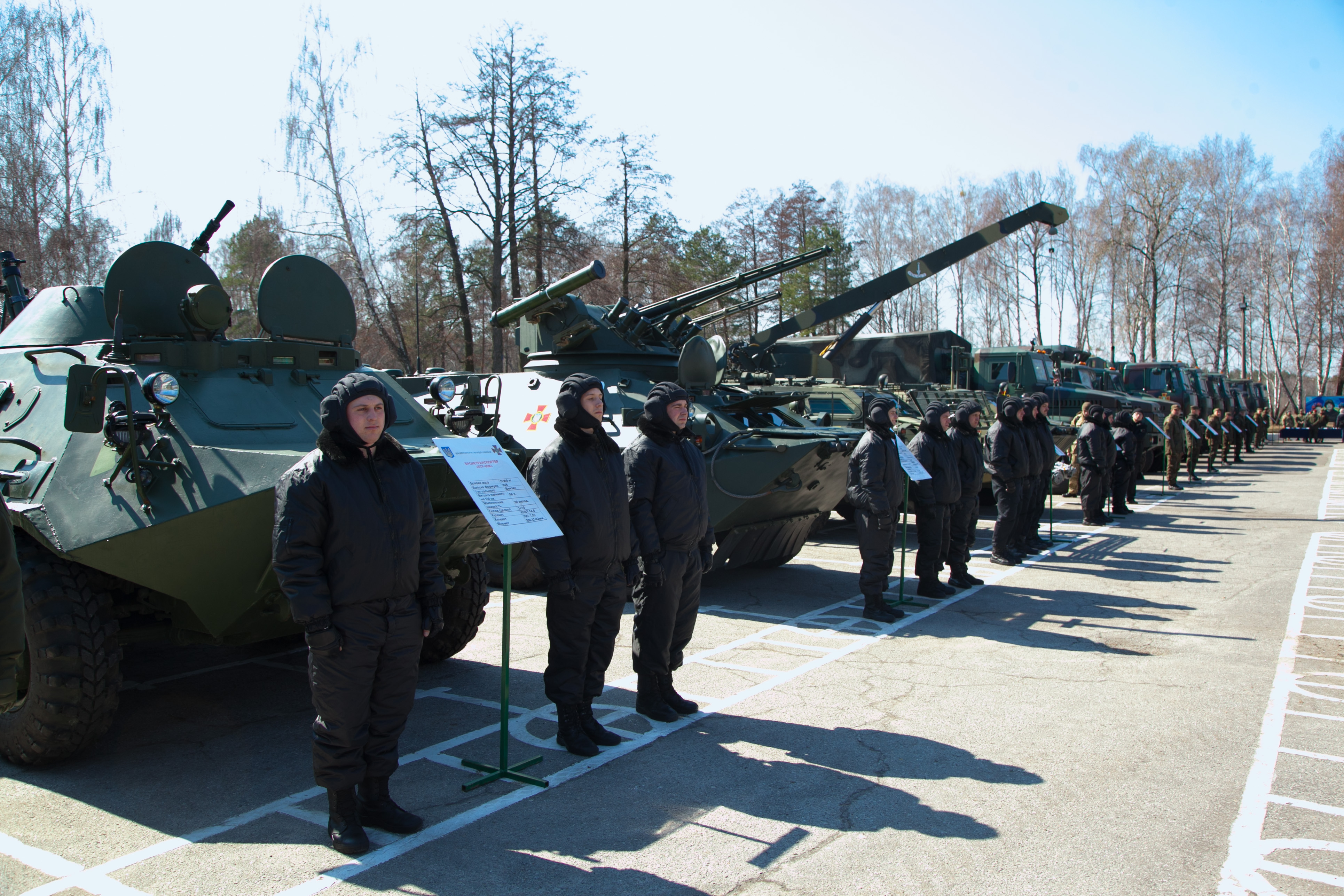
БТР-60М на выставке военной техники 26 марта 2016 (на переднем плане)

В конце 1990-х годов министерство обороны Украины начало работы по темам ОКР «Привод-1» и «Привод-2», предусматривавшим возможность модернизации бронетранспортёров БТР-70 и БТР-60 вооружённых сил Украины путём установки одного двигателя УТД-20 (значительный запас которых имелся на базах хранения).
Переоборудование опытного образца БТР-60ПБ в БТР-60М было выполнено на государственном предприятии «Николаевский бронетанковый завод».
После изготовления опытного образца БТР-60М тема ОКР «Привод-2» по модернизации БТР-60 была остановлена.
В марте 2016 года БТР-60М был представлен на выставке военной техники. В марте 2019 года было предложено рассмотреть возможность использования оснащённых дизельным двигателем бронетранспортёров БТР-60ПБ в качестве бронетехники для подразделений Национальной гвардии Украины. 
В дальнейшем, в 2019 году на вооружение вооружённых сил Украины были официально приняты два модернизированных варианта БТР-60ПБ, оснащённые импортными дизельными двигателями (БТР-60МК и БТР-60ПБ-Т).
В августе 2019 года в ходе проведения инвентаризации имущества Николаевского бронетанкового завода было установлено, что "экспериментальный образец БТР-60ПБ с двигателем УТД-20" по-прежнему находится на хранении на территории завода.

## Описание
Модернизация бронетранспортёра БТР-60ПБ к типу БТР-60М состоит в замене двух бензиновых двигателей ГАЗ-40П советского производства на один многотопливный дизельный двигатель УТД-20 украинского производства (двигатель выпускался заводом ОАО «Південдизельмаш»).
Также ХКБМ предложило устанавливать на модернизированные БТР-60 двигатель УТД-20С1С.
Кроме того, ХКБМ предлагало устанавливать на модернизированные БТР-60М башенные боевые модули БАУ-23 и «Гром» производства ХКБМ (в этом случае, высота бронетранспортёра увеличивается до 2900 мм).